# Rood moet dood
Rood moet dood is een hoorspel van Eduard Visser. De VARA zond het uit op zaterdag 2 december 1972, van 20.45 uur tot 21.35 uur. De regisseur was Ad Löbler.

## Rolbezetting
- Hans Veerman (Lukas Lakooy)
- Jan Borkus (meneer Philippi, alias Bok)
- Jan Wegter (Dirk)
- Tine Medema (mevrouw Morrius)
- Fé Sciarone (juffrouw Alnard)
- Bob Verstraete (Uittebon)
- Joke Reitsma-Hagelen, Huib Orizand, Frans Somers, Paul van der Lek, Floor Koen, Tonny Foletta & Frans Vasen (verdere medewerkenden)

## Inhoud
Wat zich aanvankelijk aandient als een opgewekt verhaal over een ambtenaar die promotie maakt, komt gaandeweg terecht in de beklemmende sfeer van een nachtmerrie, dat wil zeggen de wrede werkelijkheid voor miljoenen in het verleden en voor ontelbaren in het heden. De luisteraar wordt geconfronteerd met de steeds onbegrijpelijker wordende situatie waarin een man komt te verkeren die zich van geen schuld bewust is. Langzaamaan keren zijn collega’s, zijn superieuren, de overheid en het volk zich tegen hem. Zij eisen zijn dood. En waarom? Enkel en alleen omdat hij rode haren heeft en “dus” een vijand van de natie is, iemand die geliquideerd moet worden. Voor de titel Rood moet dood had ook Jood moet dood kunnen staan, maar door de haat toe te spitsen op het enkel uiterlijke verschil van rode haren wordt het motief nog veel absurder en schrijnender…